# .350 Legend
O .350 Legend (9 × 43 mm), também chamado de 350 LGND, é um cartucho de fogo central de caça com estojo de parede reta aprovado pela SAAMI desenvolvido pela Winchester Repeating Arms. O cartucho foi projetado para uso em estados americanos que têm regulamentos específicos para a caça de veados com cartuchos de fogo central de parede reta. A Winchester afirma que o .350 Legend é o cartucho de caça de parede reta mais rápido do mundo em produção, embora algumas cargas de .444 Marlin e .458 Winchester Magnum sejam mais rápidas. Ele é projetado para a caça de cervos em um alcance máximo efetivo de 250 jardas (230 m).
Os regulamentos de caça aos cervos de Ohio permitem o uso de um cartucho de rifle de parede reta com calibre mínimo de .357 polegadas (9,1 mm). Consequentemente, o .350 Legend é um cartucho de rifle de caça legal naquele Estado.

## Visão geral
O .350 Legend compartilha muitas características com o .223 Remington, o comprimento total do cartucho é de 2,26 polegadas (57 mm) com um diâmetro de aro de .378 polegadas (9,6 mm), mas não é derivado do .223 Remington. Por causa de suas semelhanças com o .223 Remington e 5,56×45mm NATO, o .350 Legend é adequado para uso em rifles semiautomáticos do tipo AR-15, embora não se encaixe em carregadores AR-15 padrão sem modificação.

## Histórico
A Winchester lançou muitos cartuchos de sucesso, incluindo o .44-40 WCF (Winchester Center Fire), o .30 WCF (.30-30), o .50 BMG, o .270 Winchester, o .308 Winchester, o .243 Winchester , o .22 WMR (.22 Magnum), o Winchester Short Magnum (WSM), o .264 Winchester Magnum, .338 Winchester Magnum, o .458 Winchester Magnum e o .300 Winchester Magnum.
No SHOT Show 2019 em Las Vegas, Nevada, o cartucho .350 Legend foi apresentado pela Winchester Ammunition. O "Sporting Arms and Ammunition Manufacturers' Institute" (SAAMI), a organização de definição de padrões técnicos da indústria de armas de fogo e munições dos EUA, anunciou a aceitação do novo padrão de cartucho e câmara em 31 de janeiro de 2019.

## Projeto

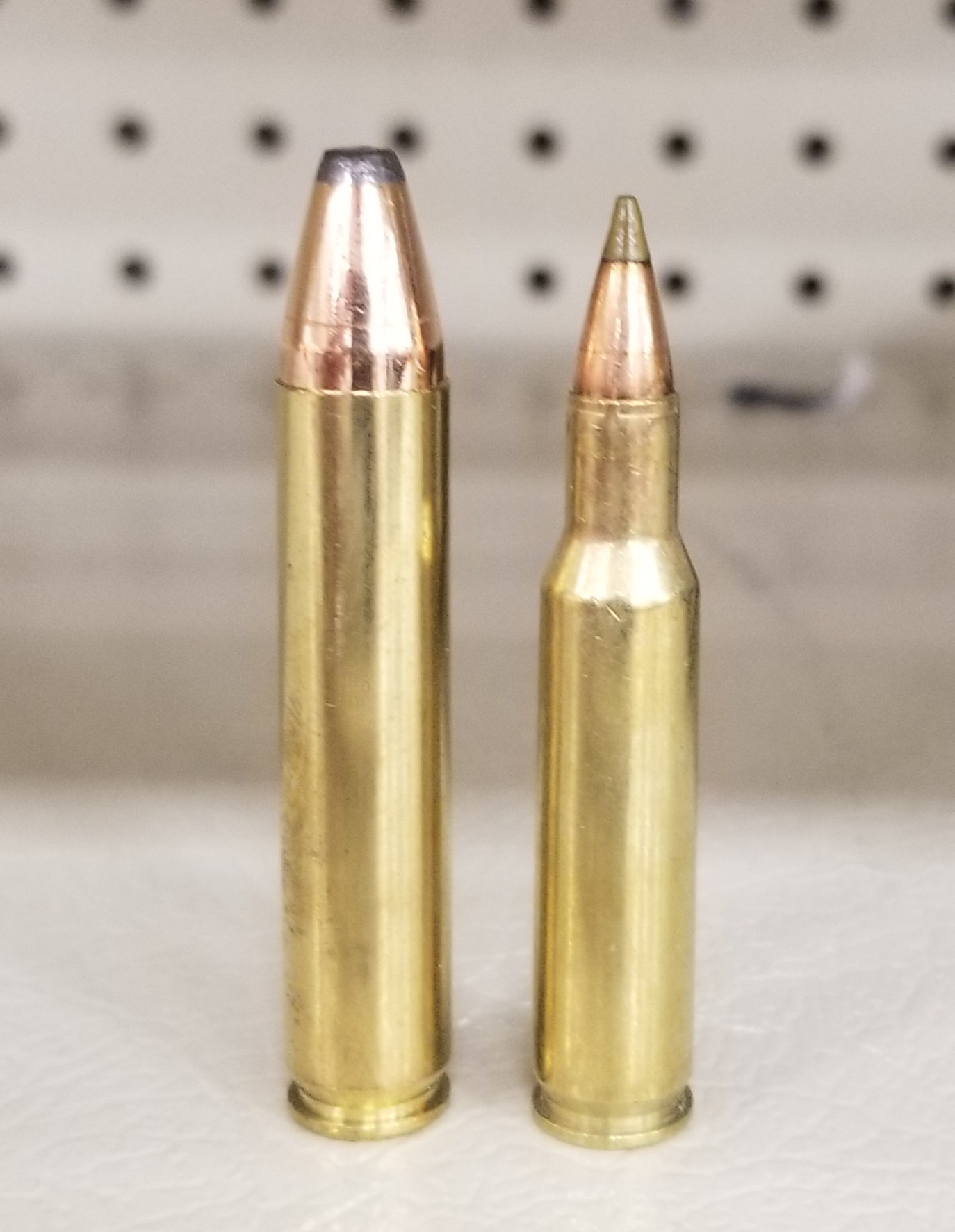
Um .350 Legend (a esquerda)
ao lado de um .222 Remington.

O .350 Legend foi desenvolvido para fornecer energia suficiente para atingir efeitos terminais letais em cervos grandes até 200 jardas (180 m). Diz-se que o recuo é inferior ao do .243 Winchester. A Winchester está oferecendo atualmente cinco cargas diferentes para o novo cartucho: o "Deer Season XP" de 150 gr (9,7 g) a 2.325 pés/s (709 m/s), o "Power-Point" de 180 gr (12 g) a 2.100 pés/s ( 640 m/s), 160 gr (10 g), o "Power Max Bonded" a 2.225 pés/s (678 m/s), 145 gr (9,4 g) FMJ na linha de munição dos EUA a 2.350 pés/s (720 m/s), e a "Super Suppressed" de 265 gr (17,2 g) a 1.060 pés/s (320 m/s).
O cartucho oferece uma trajetória mais plana com menos recuo e melhor desempenho terminal em relação aos cartuchos de parede reta atuais, enquanto permanece em conformidade com a legislação da maioria dos Estados.
O cartucho .350 Legend é projetado para circular em uma variedade de plataformas de armas de fogo e foi lançado para operar em rifles por ação de ferrolho como o Winchester XPR.
O .350 Legend não tem um "estojo pai". No entanto, ele usa o mesmo diâmetro de aro nominal de .378 pol. (9,6 mm) que .223 Remington. O estojo do .350 Legend é um novo design que maximiza o desempenho terminal enquanto otimiza a capacidade de extrair o cartucho das câmaras de uma variedade de armas de fogo. Sem ter sido adaptado de nenhum outro estojo, o .350 Legend incorporou uma leve conicidade no corpo (para extração), bem como um maior comprimento e capacidade volumétrica se comparado ao .223 Remington.
A Winchester projetou balas específicas de caça para o .350 Legend (como a "Extreme Point" e a "Power-Point") para uso em caça maior a distâncias de até 250 jardas (230 m). Essas balas foram projetadas especificamente para maximizar o desempenho do cartucho .350 Legend.

## Uso
O cartucho .350 Legend foi projetado para caçadores de cervos que precisam de um cartucho moderno de parede reta. É capaz de matar javalis, veados e coiotes. Com pesos de bala variando de 125 a 280 gr (8,1 a 18,1 g), o .350 Legend é um cartucho altamente versátil com muitos usos finais.
A capacidade de praticar de forma barata com baixo recuo e alta velocidade no calibre .35 (9,1 mm) sendo uma munição legal para a caça de cervos abre a porta para muitos novos atiradores cuja sensibilidade de recuo impede o uso de cartuchos como .450 Bushmaster ou armas de calibre 12.

### Legislação estadual
O .350 Legend também atende a um segmento de mercado em rápido crescimento conhecido como estados de caça ao veado "em conformidade com o cartucho de parede reta". Um número crescente de estados que anteriormente restringiam a caça de cervos a armas de alcance limitado ou armas de fogo com focinheira estão permitindo agora rifles encaixados em cartuchos de fogo central de paredes retas. [Carece de fontes?] [7]
O .350 Legend foi projetado para a caça de cervos em estados que têm regulamentações específicas para cartuchos de paredes retas, como Michigan, Ohio e Iowa. Illinois também permite cartuchos de paredes retas se usados com um "pistola" (terminologia em inglês). A "pistola" deve ser um revólver de fogo central ou uma arma de mão de tiro único de calibre .30 ou maior com um comprimento mínimo de cano de 4 polegadas.
Indiana às vezes também é mencionada como tendo leis que exigem um cartucho de paredes retas; no entanto, isso não está totalmente correto. Por exemplo, o site do Departamento de Recursos Naturais de Indiana (DNR de Indiana) lista a maioria dos calibres acima de .243" (6,2 mm) como permitidos em propriedades privadas. Mas, ao caçar em terras públicas em Indiana, as especificações do DNR exigem cartuchos com estojos de paredes retas , embora uma exceção seja feita para o .458 SOCOM (11,63 × 40 mm) em frmato de "garrafa", que é especificamente listado pelo DNR como sendo um cartucho legal de caça ao veado.

## Dimensões

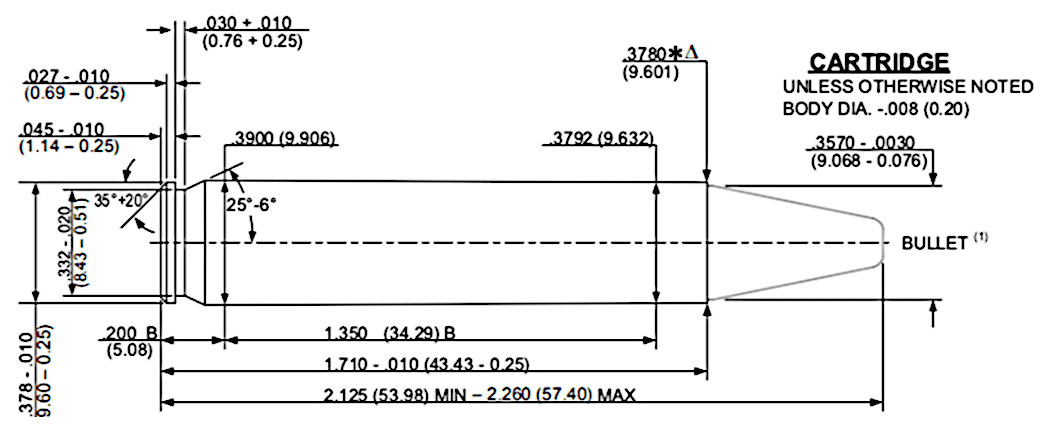